# Llenç

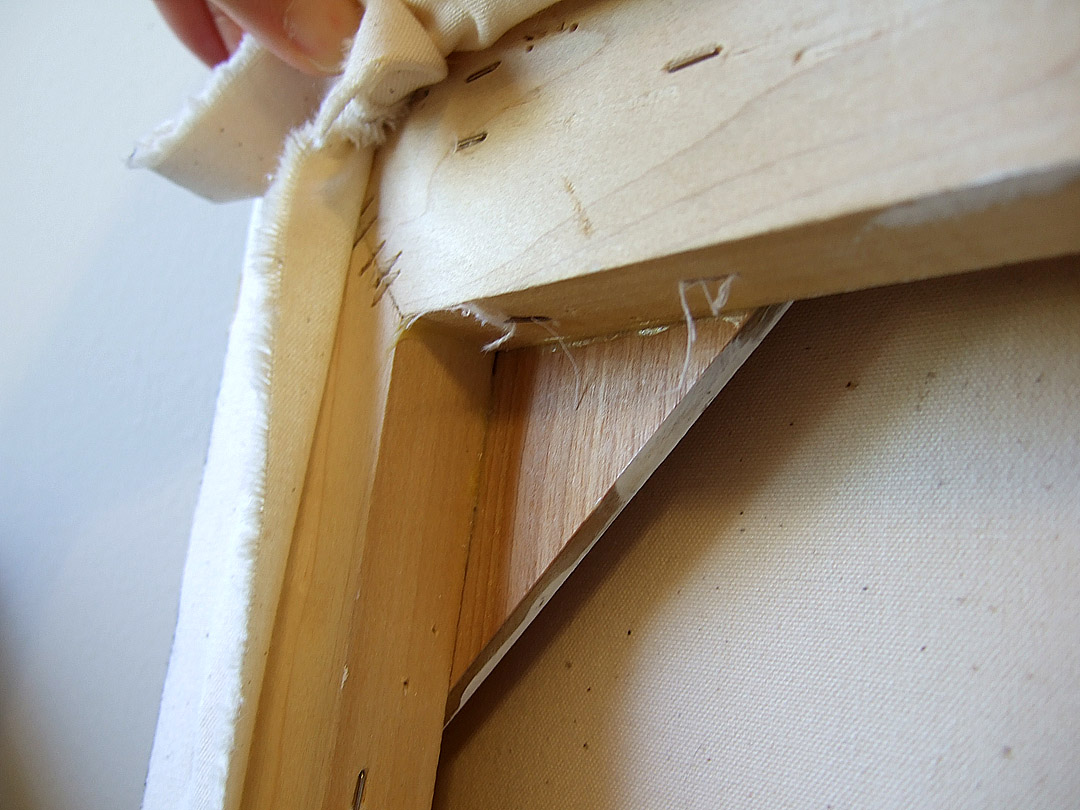
Vista posterior d'un bastidor en construcció, suport de fusta sobre el qual tensar la tela

El llenç o tela és un suport fet de teixit tensat en un bastidor i que serveix per pintar-hi a sobre. Solen ser de cotó o de lli: el cotó té un color més clar, una trama menys compacta i és més econòmic; el de lli és més rígid, de color gris ocre una mica fosc i es considera la millor tela per a pintar a l'oli. També es pot dir tela al quadre sobre tela ja pintat.

## Història
En l'antiguitat ja es pintava sobre tela, com testifica la referència de Plini el Vell a un retrat de Neró executat sobre una tela de més de trenta metres. No obstant això, es conserven poques pintures sobre tela anteriors al segle xiv, tant per ser més escasses, com pel fet que es pintava sobre tela temes profans, com banderes o decoracions festives, el que determina que no es conservessin.
Un dels olis sobre tela més antics que s'ha conservat és el quadre francès Mare de Déu amb àngels, datat al voltant de 1410 que es conserva a la Gemäldegalerie (Berlín), el que és també una data molt primerenca per una pintura a l'oli. Això no obstant, la pintura sobre taula va ser habitual fins al segle xvi a Itàlia i el XVII al Nord d'Europa. Mantegna i els artistes venecians van estar entre els que van liderar el canvi. Tenien a la seva disposició llenç basat en les  veles venecianes i es consideraven de la millor qualitat.
A partir del Renaixement, es va generalitzar l'ús d'aquest suport, que pot considerar-se el de més èxit en la història de la pintura. En llocs com la Venècia del segle xvi, el llenç va avantatjar al fresc per ser més resistent al fred i la humitat de l'hivern. Però el principal avantatge comparatiu de la tela davant dels dos suports anteriors en el temps (el mur i la taula) és la seva lleugeresa, que permet transportar fàcilment i aconseguir grans formats amb suports més lleugers. D'aquesta manera, es va expandir la seva comercialització. També va permetre que l'art de la pintura es convertís en botí de guerra, com va passar amb la presa del castell de Praga pels suecs el 1648, durant la Guerra dels Trenta Anys o els saquejos de pintura italiana pels exèrcits napoleònics.
Una altra de les característiques de la pintura sobre tela és la rugositat de la superfície, marcada per la textura dels fils. Durant molts anys es van anar perfeccionant tècniques que permetien dissimular a la perfecció l'existència d'aquestes marques. De fet, els mestres renaixentistes van extremar les precaucions per assegurar que res de la textura de la tela s'evidenciés. Això requeria un procés conscienciós, que durava mesos, d'anar posant capes sobre el llenç cru amb, normalment, pintura blanca de plom, després es polia la superfície, i després repetien el procés. El producte final es semblava molt poc a un teixit, i en el seu lloc tenia un acabat brillant, com un esmalt. Actualment es fan servir sistemes similars quan es pretén aconseguir un realisme fotogràfic, típic en l'hiperrealisme.
Durant el segle xx diferents moviments artístics van qüestionar el paper de l'obra d'art com a element matèric i estètic, i diversos artistes van realitzar obres sobre tela ignorant tota preocupació pel deteriorament dels materials i del suport. Artistes com ara Jackson Pollock, Kenneth Noland, Francis Bacon, Helen Frankenthaler, Dan Christensen, Larry Zox, Ronnie Landfield, dedicats a l'Expressionisme abstracte i d'altres pintors moderns, sovint van recórrer al llenç cru, sense emprimació, creant obres que, al no adherir-se correctament el producte, creaven efectes especials, com es pot veure en l'obra de Frankenthal.
Alguns d'aquests pintors de l'expressionisme abstracte van arribar a prescindir del bastidor, estenent les teles per terra o fixant-les a les parets. Altres pintors posteriors, com per exemple Lucio Fontana, han actuat sobre el llenç en si, tallant-ho o perforant-lo.
Actualment el llenç encara és el suport més utilitzat per pintura a l'oli i pels acrílics, si bé amb tractaments diferents als tradicionals.

## Característiques
Depenent de les característiques de la tela, la seva fragilitat, o el relleu de l'ordit i la trama creuats, la superfície pictòrica és diferent i també és diferent el resultat. Al segle xv es va utilitzar una tela fina, anomenada tela remsa. Al segle xvi, en canvi, la tela era de teixit creuat.

### Tela
Les teles clàssiques per llenç provenen de dues plantes diferents: el lli i el cotó.
La tela de lli és considerada la millor roba que existeix, fort, difícil de trencar, amb textura variable, que va des del molt suau a aspre, és també la més cara i té l'inconvenient de destensar-se amb el temps humit. Els primers llenços eren de lli, un material marronós, resistent i de força considerable. El lli és la millora qualitat per a la pintura a l'oli.
El cotó és una bona alternativa al lli, una mica menys car; es tensa fàcilment i no l'afecten tant els canvis d'humitat ambient. A principi del segle xx, el llenç de cotó, que es diu també dril de cotó, es va posar de moda. Encara que els llenços de cotó presenten un problema, i és que és massa absorbent. Amb la pintura acrílica aquest inconvenient és menys greu.
Molt més barata és la roba d'arpillera, mussolina, percal o cànem, que pot fixar-se sobre taulers de fusta, ja que no tenen textura tancada suficient per ser tensats. S'hi pinta al temple, l'oli o amb acrílic.

### Fixacions

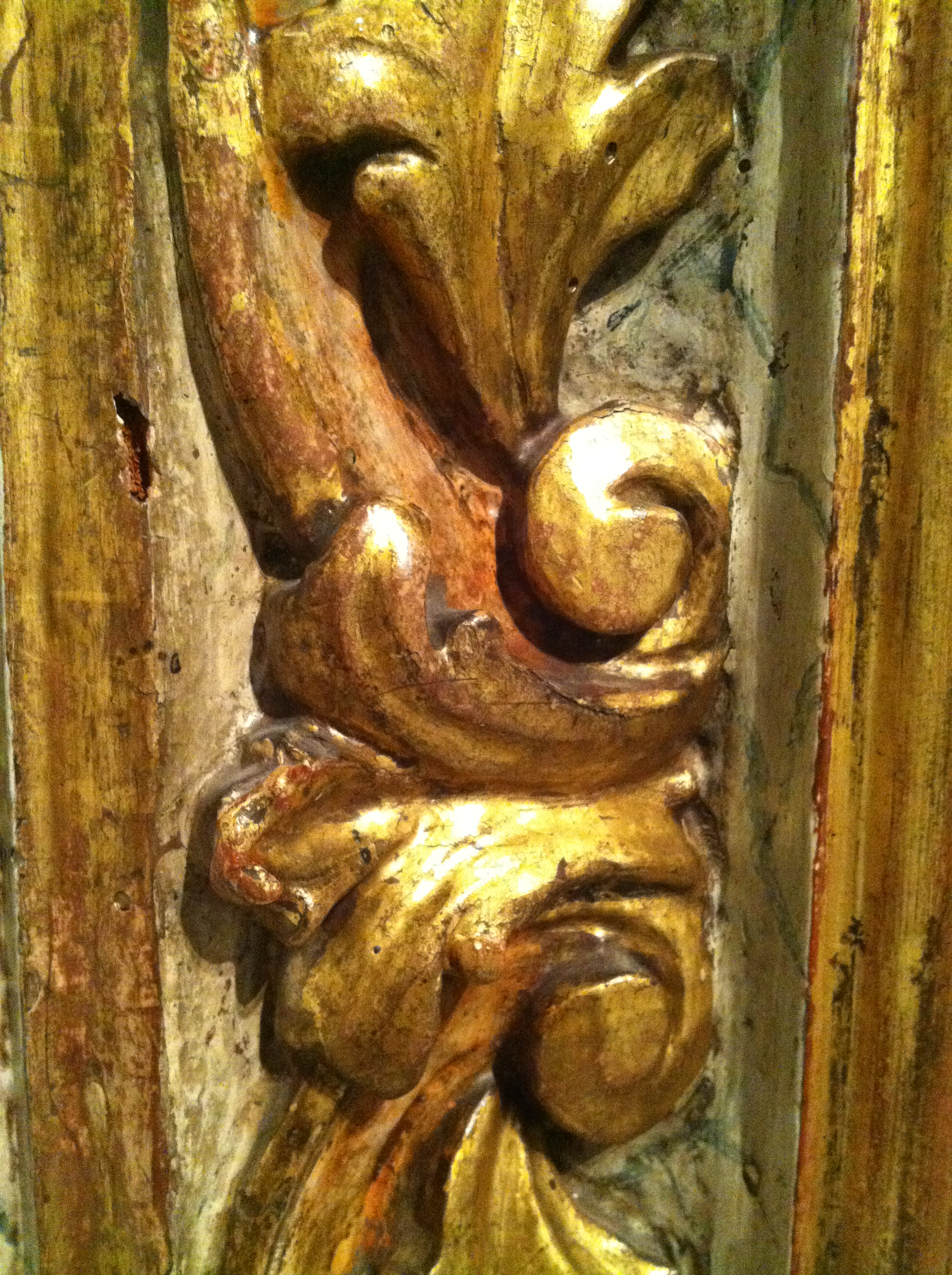
Detall del marc del Retrat de la Senyora Canals, obra de Pablo Picasso.

La tela pot estar fixada mitjançant un adhesiu a un suport sòlid, que és el que feia primitivament, tensant les teles sobre taules. Però el més habitual és que es fixi sobre un bastidor, un marc de fusta reforçat en el centre per dos muntants i al qual es fixava la tela mitjançant cordills que es lliguen a les espigues que envolten la vora del marc. A partir del segle xviii la tela es va deixar unida al bastidor. Al segle xix es van començar a produir bastidors industrials en sèrie. Per tensar més la tela es poden introduir petites falques de fusta a les cantonades. Usant el bastidor, la roba queda prou tensa per poder pintar sobre ella. Depenent de la forma del bastidor, així serà el quadre: bé apaïsat (més ample que alt), bé vertical (més alt que ample). Encara que generalment té forma de rectangle, ocasionalment es van treballar altres, com els tondo (forma rodona, per exemple, l'Al·legoria de la Indústria, de Goya) o els shaped canvas d'alguns expressionistes abstractes com Barnett Newman.

### Emprimació
El llenç es prepara mitjançant una emprimació per evitar que la pintura a l'oli entri en contacte directe amb les fibres de la tela, el que faria que el llenç es deteriorés. Bàsicament, es tracta d'aplicar successives capes de productes químics ( cola, glicerina, òxid de zinc, etc.) Fins a arribar a tenir una superfície llisa i, generalment, blanca sobre la qual s'aplica la pintura. Una emprimació tradicional de creta es compon de carbonat de plom i oli de llinosa, aplicat sobre un fons de cola de conill. Una variació, utilitzant pigment blanc de titani i carbonat de calci és força trencadissa. La pintura de plom és verinosa, així que ha de manejar-se amb compte. Actualment existeixen emprimacions més flexibles i alternatives, sent la més popular pintura de làtex sintètic compost de diòxid de titani i carbonat de calci, units mitjançant una emulsió termo-plàstica.

## Altres tipologies
Existeixen en el mercat petits llenços preparats que estan enganxats a un cartró, si bé només disponibles a determinats mides i no estan lliures d'àcid, per això tenen una vida útil extremadament limitada. S'utilitzen normalment per fer estudis ràpids o esbossos. També es venen teles ja preparades amb dues o tres capes de emprimació i sobre bastidor, en formats estandarditzats. Els artistes que desitgen un major control del seu suport sovint afegeixen una capa o dues de la seva emprimació preferida, o la preparen seguint la tècnica tradicional.